# Luospråk
Luospråk är en västnilotisk språkgrupp i den nilo-sahariska språkfamiljen som består av 15 språk i Kenya, Uganda, Tanzania, Sudan och Kongo-Kinshasa.
Till luospråken hör alur, anuak, lango, acholi och luo.

## Språkträd
- Afrikanska språk[2]
  - Afroasiatiska språk[2]
  - Khoisanspråk[2]
  - Niger-Kongospråk[2]
    - Benue-Kongospråk[3]
      - Oko[4]
      - Ukaan-Akpes[4]
      - Defoid[4]
        - Akokoidspråk[4]
        - Yoruboidspråk[4]
          - Yoruba[4]
          - Igala[4]
          - Itsekiri[4]

      - Edoid[4]
      - Nupoid[4]
      - Idomoid[4]
      - Igboid[4]
      - Kainji[4]
      - Platoid[4]
      - Cross River[4]
      - Bantoida språk
        - Bantuspråk[3]
          - Rundi[3]
          - Rwanda[3]
          - Shona[3]
          - Xhosa[3]
          - Zulu[3]
          - Swahili[3]

  - Nilo-sahariska språk[5][2]
    - Västsudanesiska språk[6]
    - Centralsudanesiska språk[5]
    - Östsudanesiska språk[5][7]
      - nilotiska språk[5]
        - Östnilotiska språk[8]
          - Bari[9]
          - Karimojong[9]
          - Lotuxo[9]
          - Maa[9]
          - Teso[9]
          - Toposa[9]
          - Turkana[9]

        - Västnilotisk språkgrupp[7][8]
          - Burun[9]
          - Dinka[9]
          - Lango[9]
          - Luo[9]
            - Acholi[7]
            - Luo

          - Mabaan[9]
          - Nuer[9]
          - Shilluk[9]

      - Nubiska språk[5]
        - Sydnilotiska språk[9]
          - Omotiska språk[9]
          - Datooga[9]
          - Kalenjin[9]